# Симонов, Сергей Сергеевич
Серге́й Серге́евич Си́монов (25 июля 1992, Новокузнецк, Россия — 7 января 2016, Нижний Тагил, Россия) — российский хоккеист, центральный нападающий. Воспитанник новокузнецкой школы хоккея. До 2012 года играл в системе новокузнецкого «Металлурга», проведя за это время 3 матча за основную команду в Континентальной хоккейной лиге (КХЛ). После ухода из «Металлурга» играл в командах Высшей хоккейной лиги (ВХЛ): «Лада», «Липецк», «Сарыарка», «Кристалл» и «Спутник». Также Симонов выступал в трёх командах чемпионата Казахстана — «Барыс-2», «Беркут» и «Темиртау».

## Карьера
В 7 лет отец записал Симонова в хоккейную школу новокузнецкого «Металлурга». Первым тренером был Евгений Короленко, который являлся и тренером старшего брата, Александра, игравшего за команду 1984 года рождения. В детской команде Симонов практически сразу начал играть на позиции центрального нападающего, проведя только один матч в качестве защитника. В 12 лет Симонов хотел закончить заниматься хоккеем, но брат отговорил его. На детском-юношеском уровне Симонов вместе с командой не раз становился победителем региональных турниров, но главным достижением стал выигрыш в Первенстве России 2009 года. В сезоне 2008/09 помимо выступления за юношескую команду нападающий играл и за вторую команду «Металлурга» в Первой лиге.
С сезона 2009/10 начал играть в Молодёжной хоккейной лиги (МХЛ) за команду «Кузнецкие Медведи». В молодёжной команде играл в четвёртом звене и не отличался высокой результативностью. Вместе с клубом он дошёл до финала плей-офф, в котором «Медведи» проиграли «Стальным Лисам». В своём втором сезоне в МХЛ Симонов сумел прибавить в игре, из-за чего был вызван в основную команду. 2 февраля 2011 года, в матче против «Северстали», нападающий дебютировал в Континентальной хоккейной лиге (КХЛ). В составе «Металлурга» сыграл в трёх матчах, в которых не сумел отметиться результативными баллами. Он доигрывал сезон в «Кузнецких Медведях», которые после прошлогоднего успеха не смогли выйти в плей-офф.
Сезон 2012/13 Симонов проводил также уверенно как и предыдущий, входя в тройку лучших бомбардиров команды. По сравнению с прошлым годом молодёжная команда из Новокузнецка сумела выйти в плей-офф, но в розыгрыше достигла только второго раунда, где проиграла «Омским Ястребам» — 1:3. Начало следующего сезона Сергей был вынужден пропустить из-за травмы. По возвращении из списка травмированных нападающий стал демонстрировать высокий уровень игры и являлся одним из лидеров команды. Однако в декабре 2012 года Симонов по собственному желанию решил покинуть Новокузнецк и перейти в другую команду. Новым клубом игрока стал «Барыс-2», выступающий в чемпионате Казахстана. В своём новом клубе отыграл до конца сезона, сумев набрать 8 очков в 24 матчах.
По окончании 2012/13 пробовал пробиться в состав одного из клубов Высшей хоккейной лиге (ВХЛ). Сначала он был на просмотре в команде «Саров», а затем на просмотровом контракте у новичка КХЛ — «Адмирале». В обоих случаях нападающий не подходил тренерскому штабу клубов по своим характеристикам. Третьим клубом в межсезонье стала «Лада». С этой командой Симонов подписал полноценный контракт и начинал сезон. После 24 проведённых матчей клуб расторг контракт. Оставшись без команды, Симонов подписал соглашение с «Адмиралом». Однако, не проведя ни одного матча, покинул клуб и присоединился к клубу ВХЛ «Липецк». За липецкий клуб сыграл в 12 матчах, в которых отметился тремя голевыми передачами.
Сезон 2014/15 Симонов провёл в казахстанском клубе «Сарыарка». При этом большую часть времени он проводил в фарм-клубе карагандинцев — «Беркуте», играющим в чемпионате Казахстана. Начало следующего сезона проходил в системе «Сарыарки», сыграв в двух матчах Кубка Казахстана, но всё же покинул Казахстан. Подписал контракт с саратовским «Кристаллом». За саратовский клуб Симонов провёл 11 матчей, после чего перешёл в другой клуб лиги — «Спутник». За новый клуб провёл шесть матчей, в которых сделал две результативные передачи.

## Смерть
Сергей Симонов умер утром 7 января 2016 года в возрасте 23 лет после повторной операции на селезёнке. По факту смерти было возбуждено уголовное дело. По данным следствия, на одной из тренировок Симонов столкнулся с партнёром по команде, после чего пожаловался врачу команды на боли в области подреберья. Впоследствии состояние нападающего ухудшилось, Симонов был госпитализирован в городскую больницу. Врачи диагностировали разрыв селезёнки и внутреннее кровотечение, была проведена операция по удалению селезёнки. Несмотря на медицинскую помощь, состояние игрока не улучшалось, в связи с чем была проведена повторная хирургическая операция, в результате которой Симонов скончался. По словам следователя Александра Торопова, Сергей Симонов умер по причине тупой травмы живота.
11 января в Нижнем Тагиле прошла гражданская панихида по Сергею Симонову, после чего тело игрока было отправлено в Новокузнецк. 14 января состоялось прощание с игроком во Дворце спорта кузнецких металлургов — домашней арене новокузнецкого «Металлурга». На траурное мероприятие пришло несколько сотен человек, включая полные составы «Кузнецких Медведей» и «Металлурга». В память о Сергее Симонове все матчи ВХЛ, проводимые 7 января, начинались с минуты молчания. Также минута молчания была проведена перед игрой чемпионата КХЛ между новокузнецким и магнитогорским «Металлургом».
В декабре 2017 года Дзержинский районный суд города Нижний Тагил признал виновным хирурга Романа Уланова, который проводил операцию хоккеисту, в причинении смерти по неосторожности вследствие ненадлежащего исполнения своих профессиональных обязанностей. Врач в нарушение инструкций проводил операцию без ассистента при имеющейся возможности его задействования, в результате чего пациенту были плохо перевязаны сосуды. Роман Уланов был приговорён к двум годам ограничения свободы и запрету ведения медицинской практики на один год.

## Статистика
| Легенда | Легенда                    | Легенда | Легенда                   | Легенда | Легенда    |
| ------- | -------------------------- | ------- | ------------------------- | ------- | ---------- |
| И       | Количество проведённых игр | Штр     | Штрафное время            | +/−     | Плюс-минус |
| Г       | Голы                       | П       | Голевые передачи          | О       | Очки       |
| -       | Статистика неизвестна      | —       | Статистика не учитывалась |         |            |

### Клубная
- Статистика приведена по данным сайтов r-hockey.ru и Eliteprospects.com.

## Достижения
Командные
| Год  | Команда           | Достижение            | Достижение |
| ---- | ----------------- | --------------------- | ---------- |
| 2010 | Кузнецкие Медведи | Серебряный призёр МХЛ | [ 25 ]     |